# Synelnykove
Synelnykove (tiếng Ukraina: Синельникове) là một thành phố của Ukraina. Thành phố này thuộc tỉnh Dnipropetrovsk. Thành phố này có diện tích 23 km2, dân số theo điều tra dân số năm 2012 là 30258 người.